# William Palmer, 2:e earl av Selborne
William Waldegrave Palmer, 2:e earl av Selborne, född den 17 oktober 1859, död den 26 februari 1942, var en  brittisk politiker, son till Roundell Palmer, 1:e earl av Selborne, far till Roundell Palmer, 3:e earl av Selborne.
Palmer, som från 1882 till faderns död 1895 bar titeln viscount Wolmer, blev 1885 liberal parlamentsledamot. Han övergick liksom sin far 1886 till den nybildade liberalunionistiska gruppen och var 1895-1900 i sin svärfars, lord Salisburys, tredje ministär understatssekreterare för kolonierna med Chamberlain som sin närmaste förman. Han blev 1900 marinminister ("förste amiralitetslord") och efterträdde 1905 lord Milner som high commissioner för Sydafrika samt guvernör över Transvaal och Orange river colony. 
Som sådan visade han mycken takt, moderation och administrativ skicklighet vid genomförandet av parlamentarisk självstyrelse i de båda nyerövrade boerkolonierna. År 1907 nedlade han guvernörsposten i Orange river colony, men bibehöll sina övriga ämbeten till maj 1910, då den av honom energiskt främjade federativa föreningen av Brittiska Sydafrika nalkades sin fulländning. Efter sin återkomst till hemlandet var han en av unionisternas ledande män i överhuset och sökte särskilt verka för tariffreform enligt Chamberlains idéer samt bekämpade förgäves de av liberalerna genomdrivna inskränkningarna i överhusets lagstiftningsmakt.